# Vergentis in senium

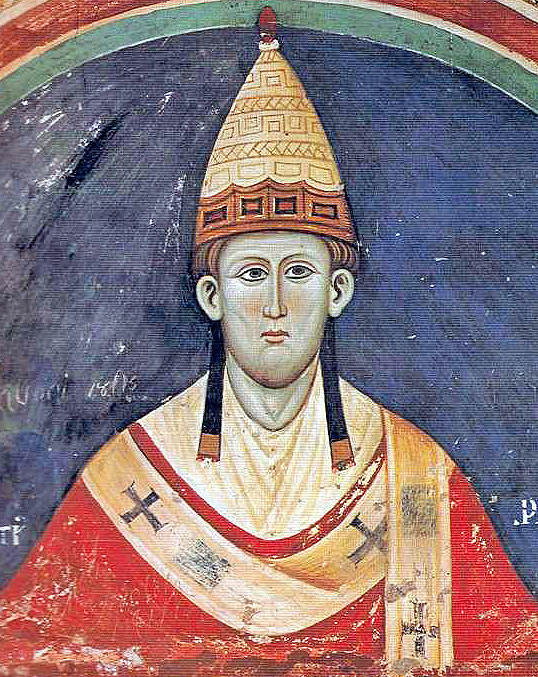
Paus Innocentius III

Vergentis in senium (Latijn voor Het verval van een tijdperk) is een pauselijke bul, uitgevaardigd door paus Innocentius III op 25 februari 1199, die als vervolg op de 15 jaar eerder verschenen bul Ad Abolendam opriep tot het nemen van maatregelen tegen de in de ogen van de Rooms-Katholieke Kerk ketterse bewegingen. Essentie was, dat personen die veroordeeld waren voor ketterij geëxcommuniceerd werden en al hun bezittingen verloren. Deze maatregelen hadden niet alleen betrekking op de beschuldigde persoon in kwestie, maar ook op zijn familie en nakomelingen.
De bul was aanvankelijk gericht aan de Italiaanse stad Viterbo, omdat de stad zich verzette tegen het bestuur van Rome en onderdak bood aan Katharen; Viterbo had zich vervolgens tot een autonome stadsrepubliek uitgeroepen. Omdat de bepaling “inbeslagname” in andere gebieden, buiten de kerkelijke, onmogelijk was zonder de toepassing van de daar geldende wereldlijke rechtspraak, zou Viterbo als voorbeeld gesteld worden, aangezien daar de kerkelijke rechtspraak van toepassing was en zodoende de macht van de stad gebroken kon worden.
De bul vormde een belangrijke aanleiding voor de Inquisitie en verschafte de wereldlijke macht een vrijbrief om ketters te vervolgen en te veroordelen, aangezien de bul ketterij gelijkstelde aan majesteitsschennis.
Niet alleen de bul Vergentis in senium was een door Innocentius III gevoerde actie tegen de ketterij. Toen in 1208 een pauselijk legaat vermoord werd in de Languedoc organiseerde de paus de Albigenzische Kruistocht (1209 – 1229), gericht tegen de Katharen in Zuid-Frankrijk.